# بایکلارا
بایکلارا (به اسپانیایی: Vallclara) یک شهرستان در اسپانیا است که در کاتالونیا واقع شده‌است.